# Děkanství v Berouně
Děkanství v Berouně je barokní areál fary a dalších budov z 18. století. Areál je situován v sousedství kostela svatého Jakuba.

## Popis
Areál, který je od roku 1958 památkově chráněn, zahrnuje budovu děkanství (bývalá fara), kaplanku, kapli, ohradní zeď se třemi branami, sochu svatého Jana Nepomuckého (aktuálně umístěna v Muzeu Českého krasu) a související pozemky.

## Fara

### Historie
Původně gotická budova, z níž se zachovaly sklepy, byla nahrazena novou barokní budovou v letech 1715–18. Dům byl znovu upraven po požáru v roce 1735 a poté v menší míře ještě v letech 1840 a 1898.

### Architektura
Zděná jednopatrová budova stojí na obdélníkovém půdorysu. Uliční průčelí jsou čtyřosá, s okny v jednoduchých šambránách, někde s kovanými srdčitými mřížemi. Uliční průčelí je členěno kordonovou a korunní římsou. Průčelí orientované do dvora je pětiosé a vystupují z něho dva krajní mělké rizality.

## Kaplanka

### Historie
Budova kaplanky byla zbudována v roce 1704 a poté interiérově i exteriérově upravena na konci 19. a počátku 20. století.

### Architektura
Jednopatrová budova stojí na půdorysu úzkého obdélníka. Uliční i nádvorní průčelí je trojosé. Po stranách budovy jsou ve zdi umístěny dvě barokní brány, za levou z nich, která je pro pěší, následuje ještě další menší ozdobná brána, která propojuje kaplanku s budovou fary.
Na fasádě je umístěna bronzová pamětní deska berounského děkana a historika Josefa Antonína Seydla. Ten hostil v prostorách děkanství mnohé své přátelé z buditelských kruhů, například Šebestiána Hněvkovského nebo Františka Palackého. Autorem bronzového reliéfu je sochař Zdeněk Dvořák.

## Kaple
Kaple z 18. století je situována na severní straně farní zahrady. Je koncipována na oválném půdorysu s kruhovým závěrem a zaklenutá plackou s kupolí.